# Olivier Nay
Pour les articles homonymes, voir Nay.
Olivier Nay, né le 2 mars 1968, est un politiste français, spécialiste des institutions internationales et des politiques d'aide au développement.

## Biographie
Il est professeur de science politique à l’Université Panthéon-Sorbonne.
Olivier Nay est enseignant-chercheur au Centre d'études et de recherches administratives politiques et sociales (CESSP) et membre senior de l’Institut universitaire de France (promotion 2021), après une première nomination comme membre junior (promotion 2008). Il a été membre du Conseil national des universités (2007-15), dont il a exercé la présidence de la Section de science politique (2009-15) et la vice-présidence de la Commission permanente (2011-15). Il a également été vice-président de l'Association française de science politique (2010-16), puis membre de son conseil d'administration (depuis 2016). Il a été membre du Comité exécutif de l'Association internationale de science politique (2018-21). Il a dirigé le Master de science politique de l'Université de Lille (2006-11) et le Master de relations internationales de l’Université Paris 1 (2012-14). Depuis 2014, il dirige le Master 'Développement et action humanitaire' de l’Université Panthéon-Sorbonne. Enseignant dans le cycle de master de l'École nationale d'administration (ENA) de 2015 à 2021, il intervient aujourd'hui à l'Institut national du service public (INSP). Il a été professeur invité dans de nombreuses universités à l'étranger, dont la School of International Public Affairs (SIPA) de Columbia University (2018).
De 2003 à 2007, Olivier Nay fut conseiller principal auprès du Coordonnateur mondial de la lutte contre le sida à l’UNESCO, travaillant étroitement avec le Programme ONUSIDA et d'autres agences multilatérales, telles que la Banque mondiale, l'Organisation mondiale de la santé (OMS) ou le Programme des Nations unies pour le développement (PNUD). Il est membre fondateur du think tank Santé mondiale 2030, créé en 2016 pour promouvoir les enjeux de la santé mondiale dans le cadre des Objectifs du développement durable.
Depuis une vingtaine d'années, il conduit des recherches sur les institutions politiques, du niveau local au niveau international. Il est l’auteur de publications scientifiques sur les organisations internationales, l'aide au développement et la production des savoirs de réforme, les États fragiles, la gouvernance de la santé, et antérieurement sur les élus politiques, les pratiques d'assemblée et les politiques publiques européennes. Il a également écrit dans le domaine de l’histoire des idées politiques.
Il a publié dans des revues scientifiques telles que The Lancet, The Lancet Public Health, The Lancet Global Health, Journal of Public Policy, Governance, West European Politics, Journal of European Integration, International Political Science Review, Third World Quarterly, Revue française de science politique, Sociologie du travail, Politix, Mots, Politiques et management public, Swiss Political Science Review, Revue internationale de politique comparée, Critique internationale, Gouvernement et Action publique.

## Principales publications
- Le tournant social de l'international. Les organisations internationales face aux sociétés civiles, Presses universitaires de Rennes, 2021  (ISBN 2753579229) — codirigé avec Delphine Lagrange et Marieke Louis.
- Histoire des idées politiques[5]. 2 500 ans de débats et controverses en Occident, Armand Colin, 2021, 3e éd., 864 p.,  (ISBN 2200613504) — traduit pour le Brésil/Editora Vozes, 2007; et pour la Roumanie/Polirom, 2009.
- The Political Invention of Fragile States. The Power of Ideas[6], Routledge, 2015, 168 p.,  (ISBN 978-1-13-880153-0) — codirigé avec S. Grimm et N. Lemay-Hébert
- Lexique de science politique, Dalloz, 2017, 4e éd., 667 p.,  (ISBN 9782247109142) — sous sa direction, avec notamment Guy Carcassonne, Françoise Dreyfus, Wanda Mastor, Johanna Siméant, Yves Surel.
- Dictionnaire de la pensée politique. Idées, doctrines et philosophes, Armand Colin, 2005, 237 p.,  (ISBN 2247060005) — sous sa direction, avec Johann Michel et Antoine Roger.
- Le gouvernement du compromis. Courtiers et généralistes dans l’action politique, Economica, 2002, 237 p.,  (ISBN 2717845291) — codirigé avec Andy Smith.
- La région, une institution. La représentation, le pouvoir et la règle dans l’espace régional[7], L’Harmattan, 1997, 377 p.,  (ISBN 2738459099)
- Le chant local. Politique de communication et stratégie de développement local à Montpellier, Sciences-Po Bordeaux, 1994, 151 p.,  (ISBN 2909438058).